# JungdemokratInnen/Junge Linke

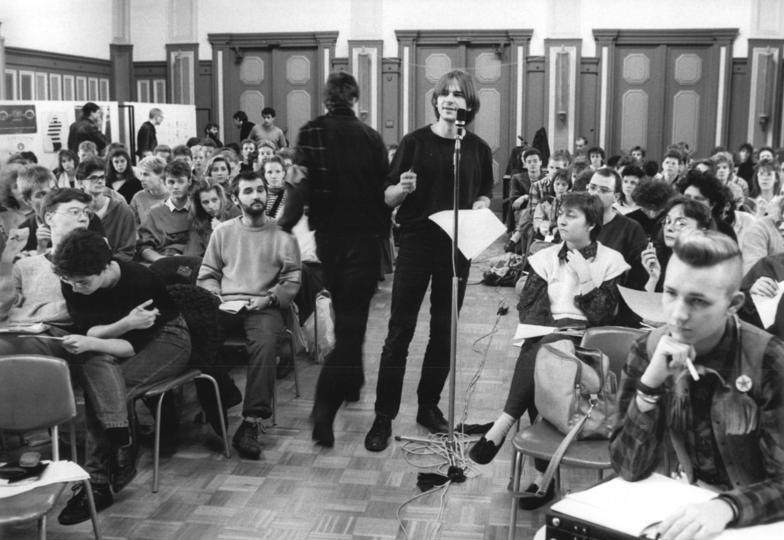
Gründungskongress der Jungen Linken, 1990

Die JungdemokratInnen/Junge Linke (JD/JL) sind ein politischer Jugendverband in Deutschland. Der Verband geht auf die 1919 gegründeten Deutschen Jungdemokraten und die Marxistische Jugendvereinigung Junge Linke zurück, die sich 1992 zusammenschlossen. Seit 2013 ist der Bundesverband inaktiv, wohingegen der Landesverband Berlin noch aktiv ist.

## Geschichte

### Die Deutschen Jungdemokraten
Die Deutschen Jungdemokraten wurden im April 1919 als Jugendverband der linksliberalen Deutschen Demokratischen Partei gegründet. 1930 wirkte eine Vielzahl von Jungdemokraten an der Gründung der ebenfalls links der Mitte stehenden Radikaldemokratischen Partei mit.

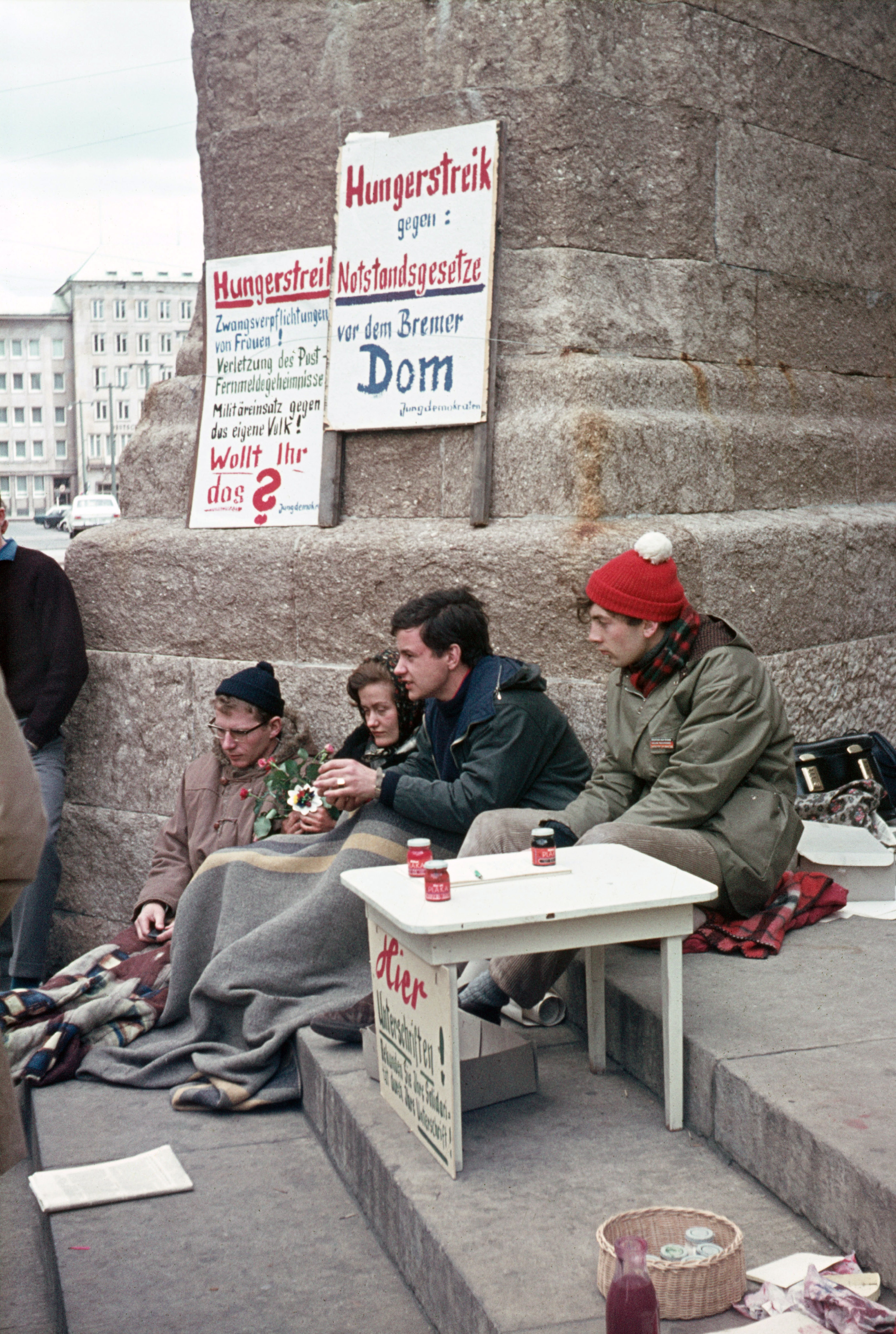
Plakate der Jungdemokraten zum Hungerstreik gegen die Notstandsgesetze vor dem Bremer Dom im Mai 1968

Nach dem Zweiten Weltkrieg gründeten sich die Jungdemokraten in der Bundesrepublik Deutschland als der Freien Demokratischen Partei (FDP) nahestehender Jugendverband namens Deutsche Jungdemokraten (DJD) 1946 neu. Bis 1968 waren diese vorwiegend konservativ-liberal positioniert.
Unter Einfluss der Studentenbewegung kamen viele neue Personen mit unterschiedlichen politischen Vorstellungen zu den Jungdemokraten, die sozial-liberale, antiautoritäre, radikaldemokratische, kapitalismuskritische sowie marxistisch inspirierte Positionen vertraten. Die Diskussionen nahmen einen gewissen Abschluss durch Verabschiedung eines neuen Grundsatzprogramms, den Leverkusener Beschlüssen, im Jahr 1971. Die Jungdemokraten waren daraufhin maßgeblich an der Formulierung sozial-liberaler Programmatik der FDP beteiligt.
Ab dem Parteitag der FDP 1977 entfremdeten sich Jungdemokraten und FDP zusehend. Während die FDP eine programmatische Neuausrichtung weg vom Sozialliberalismus hin zu einem eher marktorientierten Ordoliberalismus vornahm, äußerten sich die Jungdemokraten dezidiert kapitalismuskritisch. Ab Ende 1979 war ein weiterer wichtiger Streitpunkt die Unterstützung des NATO-Doppelbeschlusses mit Stationierung der Pershing II-Raketen durch die Regierung Schmidt.
Gleichzeitig gab es mehr und mehr junge Mitglieder der FDP, die mit der Ausrichtung der Jungdemokraten nicht einverstanden waren und einen der Partei näherstehenden Jugendverband wünschten. Nach ersten von den Jungdemokraten unabhängigen Ortsgruppen ab Mitte der 1970er Jahre gründete sich im Jahr 1980 der Bundesverband der Jungen Liberalen.
Nach der Bonner Wende 1982 trennten sich die Jungdemokraten von der FDP, worauf die Jungen Liberalen von der FDP als Jugendverband anerkannt wurden. Parallel dazu trennte sich auch der den Jungdemokraten nahestehende Liberale Hochschulverband (LHV) von der FDP und unterstrich seine Nähe zu den Jungdemokraten mit einer Namensänderung zu Radikaldemokratische Studentengruppen – Jungdemokraten an der Hochschule (RSG – Jungdemokraten) im Jahr 1985. Der Verband wurde im Jahr 1990 inaktiv.
Die Jungdemokraten arbeiteten in den folgenden Jahren relativ eng mit den Grünen zusammen. So beschloss die Bundesdelegiertenkonferenz 1987, die Grünen als parlamentarischen Ansprechpartner zu betrachten.
Mitte der 1980er Jahre entstand die Liberale Schüleraktion als Schülergruppe der Jungdemokraten (LiSA). Entsprechend der Entwicklung der Jungdemokraten nannte sie sich später unter Beibehaltung der Abkürzung Linke SchülerInnen Aktion.

### Die Marxistische Jugendvereinigung Junge Linke
Die Marxistische Jugendvereinigung Junge Linke entstand Ende 1989 in der Deutschen Demokratischen Republik und wurde im Februar 1990 formal gegründet. Bei den Volkskammerwahlen am 18. März 1990 trat sie gemeinsam mit anderen Jugendverbänden in Form der Alternativen Jugendliste an, die jedoch ein Mandat knapp verfehlte.

### Die Jungdemokraten / Junge Linke
Die beiden Verbände entwickelten das Konzept eines parteiunabhängigen, radikaldemokratischen linken Jugendverbandes und strebten eine Fusion an. Auf einer gemeinsamen Bundesdelegiertenkonferenz im März 1992 schlossen sich die DJD und die MJV Junge Linke schließlich unter dem Namen Jungdemokraten – Junge Linke (häufig auch verwendet: Jungdemokraten / Junge Linke (JD/JL)) zusammen. Für eine Übergangszeit wurde dabei eine Ost-West-Parität in allen Gremien festgeschrieben. Im Jahr 1998 benannte sich der Verband in JungdemokratInnen – Junge Linke – radikaldemokratischer und parteiunabhängiger Jugendverband um.
Der neu gegründete Verband betonte seine Parteiunabhängigkeit. Der Kontakt zu den Grünen wurde zunehmend problematisch und brach mit der Gründung der Grünen Jugend 1994 nahezu völlig ab.
In den 1990er Jahren prägte eine Debatte zwischen einem radikaldemokratischen sowie einem marxistischen und antinationalen Flügel den Verband. Letzterer Flügel dominierte ab 1995 den Bundesverband, wurde aber im Jahr 1999 vom radikaldemokratischen Flügel zurückgedrängt. Daraufhin spalteten sich vom marxistischen und antinationalen Flügel dominierte Landesverbände rund um den Landesverband Niedersachsen vom Bundesverband JD/JL ab. In einer Resolution unter dem Titel „Zur Sozialdemokratisierung des Bundesverbandes JungdemokratInnen-Junge Linke“ wird der Befürchtung Ausdruck gegeben, die Organisation JD/JL würde in Zukunft von Menschen genutzt, die „unser Ziel einer befreiten Gesellschaft nicht zu teilen (…) oder zumindest verwechseln mit einer ideellen Gesamtbürgerinitiative“. Insgesamt wird einem reformistischen Ansatz eine Absage erteilt. In der Folge entstanden aus abgespaltenen Landesverbänden verschiedene unabhängige Nachfolgegruppen, vor allem die Organisation junge linke gegen Kapital und Nation, die sich 2013 in Gruppen gegen Kapital und Nation umbenannte.
Auch im Jahr 1999 positionierte sich JD/JL vehement gegen die deutsche Beteiligung am Kosovokrieg und somit auch gegen die Grünen. Man verlieh den Forderungen durch die Störung eines Bundeswehrgelöbnisses in Berlin Ausdruck.
Unter anderem wegen der Störung des Gelöbnisses wurde dem Verband im Verfassungsschutzbericht des Bundes 1999 unter „Linksextremistische Bestrebungen“ ein eigener Abschnitt gewidmet, in dem der Bundesverband als „ideologisch nicht homogen“ bezeichnet wird, wobei jedoch allen Strömungen „eine sozialrevolutionär begründete Ablehnung der freiheitlichen demokratischen Grundordnung“ gemeinsam sei. Da dies die öffentliche Förderung des Verbandes in Frage stellte, war dies existenzbedrohend. Der Verband konnte durch intensive Arbeit eine erneute Erwähnung in den darauffolgenden Jahren verhindern.
Die innerverbandlichen Konflikte setzten sich fort mit Disputen über die Positionierung zu Israel während der zweiten Intifada im Jahr 2000 und der Forderung nach offenen Grenzen.
In Anlehnung an das von JD/JL vertretene Ziel einer politisch integrierten Europäischen Union wurde im selben Jahr das Netzwerk European Network of Demokratic Young Left (ENDYL) auf Anregung von JD/JL in einen Verein mit Vorstand umgewandelt.
Durch Trennungen und Konflikte war der Verband schon geschwächt, als zur Bundestagswahl 2005 der Vereinigungsprozess von PDS und der Wahlalternative für Arbeit und soziale Gerechtigkeit (WASG) begann. Auf der Bundesdelegiertenkonferenz 2005 forderte ein Teil der Mitglieder ein Bekenntnis zu einer formalen Zusammenarbeit mit Jugendgruppierungen von PDS und WASG. Andere Mitglieder sahen allerdings in der Parteiunabhängigkeit der Organisation einen unverzichtbaren Bezugspunkt und forderten daher, weiterhin parteipolitisch nicht gebunden zu sein. Als auf der Konferenz hierzu kein Beschluss gefasst wurde, trat der dem Linksparteiprozess positiv gegenüberstehende Flügel der Linkspartei.PDS bei und stellte seine Aktivität bei JD/JL größtenteils ein. Dadurch gingen die Aktivitäten von JD/JL noch stärker zurück.
Auch das dem Verband nahestehende Bündnis linker und radikaldemokratischer Hochschulgruppen (LiRa) stellte im Folgenden seine Tätigkeit ein. Nach Gründung des Verbandes Die Linke.SDS im Jahr 2007 traten viele vormalige LiRa-Gruppen diesem Verband bei.
Im Jahr 2012 wurde die Verbandszeitung tendenz eingestellt; diese war schon die Zeitung der Deutschen Jungdemokraten gewesen. Seit 2013 ist der Bundesverband inaktiv. Der Landesverband Berlin ist aktiv und Mitglied im Landesjugendring Berlin.
Zwischen 1990 und 1994 gehörten mehrere Mitglieder des MJV Junge Linke als Teil der Fraktion Linke Liste/PDS dem Sächsischen Landtag an. Später waren und sind einige ehemalige Mitglieder von JD/JL über die PDS bzw. Die Linke in verschiedenen Landtagen vertreten, darunter z. B. Benjamin-Immanuel Hoff, Steffen Zillich (beide Berlin) oder Heike Werner (Sachsen). Dem 20. Deutschen Bundestag gehören mit Matthias W. Birkwald und Pascal Meiser zwei ehemalige Mitglieder an.

## Selbstdarstellung
Der noch aktive Berliner Landesverband der JungdemokratInnen/Junge Linke bezeichnet sich im Jahr 2009 als „parteiunabhängigen politischen Jugendverband mit radikaldemokratischem und emanzipatorischem Selbstverständnis“. Er sieht keine Möglichkeit, „allein über Parlamente und Parteien tief greifende demokratische Veränderungen zu bewirken“, und gibt an, daher schwerpunktmäßig außerparlamentarisch zu arbeiten. Für „radikale Demokratie“ streitend strebt er eine „Demokratisierung aller gesellschaftlichen Verhältnisse“ an und kritisiert den „undemokratischen Charakter dieser Gesellschaft“, der sich in der Existenz autoritärer Strukturen, beispielsweise in der Schule, sowie der mangelnden demokratischen Kontrolle der Wirtschaft zeige.
Vor dem Fall in die Inaktivität äußerte sich der Bundesverband ähnlich.

## Logo
Symbol der JD/JL ist eine kleine, mit Fahne und Mistgabel ausgestattete Gruppe protestierender Menschen, die sogenannte „Horde“. Dieses Emblem wurde 1978 vom liberalen finnischen Jugendverband übernommen und kam in den Folgejahren immer stärker in Gebrauch. Während die ursprüngliche Version der „Horde“ an eine Versammlung typischer Feindbilder der politischen Rechten erinnert, verwendete der Landesverband Nordrhein-Westfalen eine abgeänderte Zeichnung, in der die „Horde“ nachträglich geschlechterquotiert wurde.